# Страусник
Стра́усник, или Страусопёр (лат. Matteuccia) — род папоротников семейства Оноклеевые (Onocleaceae).
Встречаются во влажных местах лесов и в поймах рек.

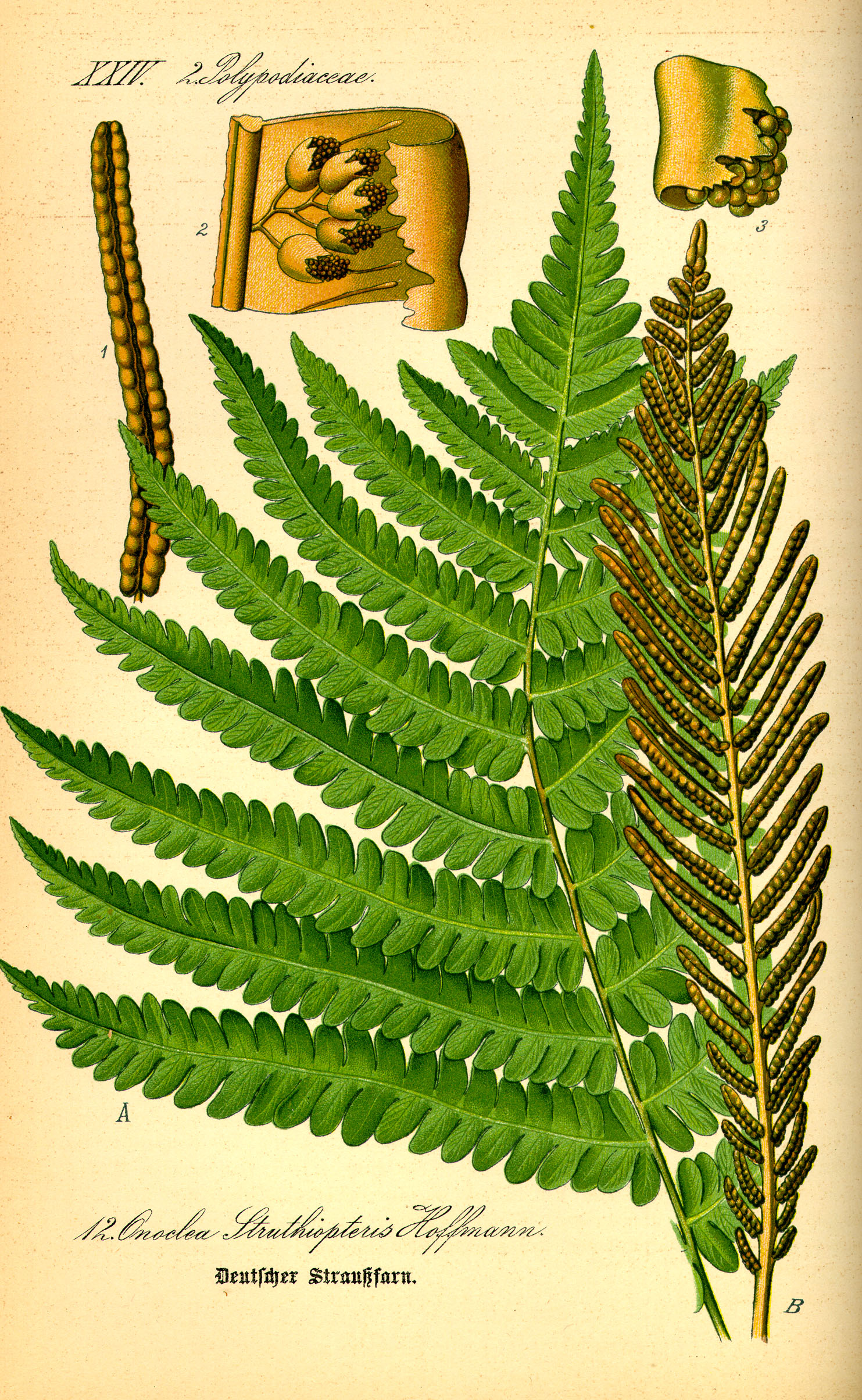
Страусник обыкновенный (Matteuccia struthiopteris).

## Название
Латинское научное название рода — Matteuccia — дано по фамилии итальянского физиолога и политического деятеля Карло Маттеуччи (1811—1868).

## Ботаническое описание
Растения крупные, с вертикально стоящими толстыми листьями.
Дваждыперистораздельные бесплодные листья длиной до 1,7 метра, формируют воронку, по центру которой размещаются меньшие спороносные листья, содержащие цилиндрические сегменты, в которых находятся сорусы.

## Значение и применение
Используются как декоративные растения, могут культивироваться в открытом грунте.
Молодые листья пригодны для употребления в пищу.
В некоторых регионах корневища использовались народной медициной как лекарственное средство, или инсектицид.

## Таксономия
По информации базы данных The Plant List на июль 2016 года, род включает два вида:
- Matteuccia intermedia C.Chr.
- Matteuccia struthiopteris (L.) Tod. typus[1] — Страусник обыкновенный